# یواس‌اس کامپتون (دی‌دی-۷۰۵)
یواس‌اس کامپتون (دی‌دی-۷۰۵) (به انگلیسی: USS Compton (DD-705)) یک کشتی بود که طول آن ۱۱۴٫۸ متر (۳۷۷ فوت) بود. این کشتی در سال ۱۹۴۴ ساخته شد.